# Mashiko
Mashiko (jap. 益子町 Mashiko-machi) – miasto w Japonii, na wyspie Honsiu, w prefekturze Tochigi. Według danych na rok 2020 miejscowość zamieszkiwało 21 898 mieszkańców , a gęstość zaludnienia wyniosła 244,9 os./km².